# Jonas Fravi
Jonas Fravi (6 marzo 1990) è un ex sciatore alpino svizzero.

## Biografia
Discesista puro originario della valle di Schams e attivo in gare FIS dal dicembre del 2005, Fravi esordì in Coppa Europa il 17 gennaio 2008 a Crans-Montana (42º) e ai successivi Mondiali juniores di Formigal vinse la medaglia di bronzo. Il 10 gennaio 2009 colse a Wengen l'unico podio in Coppa Europa (3º), mentre in Coppa del Mondo disputò tre gare: la prima a Bormio il 29 dicembre 2009 (43º), l'ultima nella medesima località esattamente un anno dopo, cogliendo il suo miglior piazzamento nel circuito (33º). Si ritirò durante la stagione 2014-2015 e la sua ultima gara fu la discesa libera dei Campionati italiani juniores 2015, disputata il 27 febbraio a Pila e non completata da Fravi; in carriera non prese parte a rassegne olimpiche o iridate.

## Palmarès

### Mondiali juniores
- 1 medaglia:
  - 1 bronzo (discesa libera a Formigal 2008)

### Coppa Europa
- Miglior piazzamento in classifica generale: 30º nel 2009
- 1 podio:
  - 1 terzo posto